# Lasht-e Nesha
Lasht-e Nesha (en persan : لشت نشا Lašt-e Nešâ) est une localité de la préfecture de Rasht, située dans la province de Guilan en Iran.